# Hierotheosz
Hierotheosz (görög Ἱερόθεος) ortodox szerzetes. 950 táján Theophülaktosz konstantinápolyi pátriárka a turkok (= magyarok) püspökévé szentelte föl, Geórgiosz Kedrénosz szerint Turkia püspöke lett. A kegyességéről híres férfit Zombor gyula magával vitte Erdélybe, hol „a barbár tévelygésről sokakat kereszténységre térített”. Működését csak egész általánosságban emlegetik Theophanész folytatói, Ióannész Szkülitzész, Kedrénosz és Ióannész Zónarasz görög történetirók. Az ortodox kereszténység azonban nem vert gyökeret a magyarok közt. Ennek ellenére Hierotheosz a magyarok korai térítői közé tartozik. Újabb kutatások szerint székhelye nem Erdélyben, hanem az antik Sirmium helyén épült Szávaszentdemeterben, a mai Mitrovicában volt.
A kereszténység második millenniuma alkalmából I. Bartholomaiosz konstantinápolyi pátriárka vezetésével Konstantinápolyban, 2000. április 11-én hozott szentté avatási bullával Szent István királyt és Szent Hierotheosz püspököt a konstantinápolyi ortodox egyházban szentté emelték. A magyar millennium évében, 2000. augusztus 20-án a Szent Jobb-körmenet előtt Budapesten, a Szent István-bazilika konkatedrális előterén I. Bartholomaiosz ökumenikus pátriárka jelenlétében megbízott metropolitája felolvasta és kihirdette a szentté avatási bullát.